# Eva Herzog
Eva Herzog (Bazel, 25 december 1961) is een Zwitserse politica voor de Sociaaldemocratische Partij van Zwitserland (SP/PS) uit het kanton Bazel-Stad. Zij zetelt sinds 2019 in de Kantonsraad, waarvan zij in de periode 2023-2024 voorzitster is.

## Biografie
Tussen 1981 en 1988 studeerde Eva Herzog geschiedenis, economie en Spaans aan de Universiteit van Bazel en de Universiteit van Santiago de Compostella. In 1995 behaalde ze een doctoraat. Tussen 2001 en 2004 was ze onderzoeksassistente aan het vice-rectoraat van de Universiteit van Bazel.
Van 2001 tot 2005 zetelde ze in de Grote Raad van Bazel-Stad, het parlement van haar kanton. Ze zetelde in de commissie onderwijs en cultuur en was fractieleidster van de socialistische fractie in de periode 2004-2005. Ze volgde in 2005 Ueli Vischer op in de Regeringsraad van Bazel-Stad, de kantonnale regering. Ze beheert sindsdien het departement Financiën.
Bij de parlementsverkiezingen van 2019 werd ze verkozen als lid van de federale Kantonsraad, als opvolgster van haar partijgenote Anita Fetz. In 2022 was ze kandidate om Simonetta Sommaruga op te volgen als lid van de Bondsraad. Haar tegenkandidate was Élisabeth Baume-Schneider.